# マイク・マーシュ
マイク・マーシュ （Michael Lawrence ("Mike") Marsh、1967年8月4日 - ）は、アメリカ合衆国の元陸上競技選手である。1992年バルセロナオリンピックの200mと4×100mリレーの金メダリストである。カリフォルニア州ロサンゼルス出身。
彼は、高校時代から陸上をはじめ、学生時代では全米学生選手権3位というのが最高の成績であった。1991年の世界選手権ではアメリカのリレーチームに選ばれるが、予選のみの出場であった。
1992年は彼にとって大きな転機となる年であった。4月にロサンゼルス市ウォルナットで行われた大会の100mでは、向かい風0.6m/sの中9秒93を記録した。これは風速・高度を補正した上での世界最高記録（当時）であった。
勢いそのままに臨んだバルセロナオリンピックの200m準決勝では、圧倒的なリードを奪い、フィニッシュ前の約10mをゆっくりと流してゴールした。この時のタイムは当時の世界記録（19秒72）にわずか0秒01と迫る19秒73の五輪新記録（当時）で、観客を大いに驚かせた。この前年までのマーシュの200mの記録は20秒35であり、実に0秒62も短縮した。
決勝では世界新記録が期待されたが世界記録更新はならなかった（20秒01）。しかし、自身初の金メダルを獲得した。4×100mリレーでは第1走を務め、37秒40の世界新記録（当時）を樹立。
ピエトロ・メンネア（イタリア）が保持していた当時の200mの世界記録は、高地で追い風1.8m/sという非常な好条件の中で出たものであった。それに対しバルセロナでのマーシュの走りは、向かい風0.2m/sという不利な条件の上、最後を流してのものであり、その中での19秒73の記録は驚異的であった。後日行われたビデオ分析によれば、最後を流さなければ19秒65ほどのタイムが出ていたという。

## 主な実績
| 年度 | 大会           | 種目         | 場所                         | 結果 |
| ---- | -------------- | ------------ | ---------------------------- | ---- |
| 1991 | 世界陸上選手権 | 4×100mリレー | 東京（日本）                 | -    |
| 1992 | オリンピック   | 200m         | バルセロナ（スペイン）       | 金   |
| 1992 | オリンピック   | 4×100mリレー | バルセロナ（スペイン）       | 金   |
| 1993 | 世界陸上選手権 | 200m         | シュトゥットガルト（ドイツ） | 4位  |
| 1995 | 世界陸上選手権 | 100m         | イェーテボリ（スウェーデン） | 5位  |
| 1995 | 世界陸上選手権 | 4×100mリレー | イェーテボリ（スウェーデン） | -    |
| 1996 | オリンピック   | 100m         | アトランタ（アメリカ合衆国） | 5位  |
| 1996 | オリンピック   | 200m         | アトランタ（アメリカ合衆国） | 8位  |
| 1996 | オリンピック   | 4×100mリレー | アトランタ（アメリカ合衆国） | 銀   |
| 1997 | 世界陸上選手権 | 100m         | アテネ（ギリシャ）           | 8位  |

## 記録
- 60m - 6秒55 （1997年3月1日）
- 100m - 9秒93 （1992年4月18日）
- 200m - 19秒73 （1992年8月5日）